# Liotyphlops wilderi
Espèce
Synonymes
- Typhlops wilderi Garman, 1883
- Helminthophis guentheri Boulenger, 1889

Liotyphlops wilderi est une espèce de serpents de la famille des Anomalepididae. 

## Répartition
Cette espèce se rencontre :
- au Paraguay ;
- au Brésil dans les États du Minas Gerais et de Rio de Janeiro.

## Publication originale
- Garman, 1883 : On certain reptiles from Brazil and Florida. Science observer, Boston, vol. 4, n. 5/6, p. 47-48.